# АЕС Шинон
АЕС Шинон (фр. Centrale nucléaire de Chinon) — діюча атомна електростанція в центральній частині Франції в регіоні Центр — Долина Луари.
АЕС розташована березі річки Луара на території комуни Авуан в департаменті Ендр і Луара в 21 км на схід від міста Сомюр.
На станції було збудовано сім реакторів. З них 3 енергоблоки з газоохолоджувальними реакторами UNGG (англ. Uranium Naturel Graphite Gaz) закриті (в 1-му енергоблоці зараз розташований музей атомної енергетики). В експлуатації, в даний момент, знаходяться чотири блоки з реакторами з водою під тиском (PWR) розробки Framatome потужністю по 905 МВт. На станції використовується чотири градирні, які були побудовані з метою не допущення блокування гирла Луари.
АЕС Шинон виробляє приблизно 6 % від загального споживання електрики Франції.

## Інформація по енергоблоках
| Енергоблок | Тип реакторів | Потужність | Потужність | Початок будівництва | Фізпуск    | Підключення до мережі | Введення в експлуатацію | Закриття   |
| Енергоблок | Тип реакторів | Чиста      | Брутто     | Початок будівництва | Фізпуск    | Підключення до мережі | Введення в експлуатацію | Закриття   |
| ---------- | ------------- | ---------- | ---------- | ------------------- | ---------- | --------------------- | ----------------------- | ---------- |
| Шинон-А-1  | GCR, UNGG     | 70 МВт     | 80 МВт     | 01.02.1957          | 16.09.1962 | 14.06.1963            | 01.02.1964              | 16.04.1973 |
| Шинон-А-2  | GCR, UNGG     | 180 МВт    | 230 МВт    | 01.08.1959          | 17.08.1964 | 24.02.1965            | 24.02.1965              | 14.06.1985 |
| Шинон-А-3  | GCR, UNGG     | 360 МВт    | 480 МВт    | 01.03.1961          | 01.03.1966 | 04.08.1966            | 04.08.1966              | 15.06.1990 |
| Шинон-В-1  | PWR, CP2      | 905 МВт    | 954 МВт    | 01.03.1977          | 28.10.1982 | 30.11.1982            | 01.02.1984              | —          |
| Шинон-В-2  | PWR, CP2      | 905 МВт    | 954 МВт    | 01.03.1977          | 23.09.1983 | 29.11.1983            | 01.08.1984              | —          |
| Шинон-В-3  | PWR, CP2      | 905 МВт    | 954 МВт    | 01.10.1980          | 18.09.1986 | 20.10.1986            | 04.03.1987              | —          |
| Шинон-В-4  | PWR, CP2      | 905 МВт    | 954 МВт    | 01.02.1981          | 13.10.1987 | 14.11.1987            | 01.04.1988              | —          |